# North America 4 2008
Il 2008 North America 4 è stata la terza edizione di questa competizione di rugby tra 4 squadre nordamericane. Il torneo è stato vinto da Canada West che sconfitto gli USA Falcons 16-11 nella finale.

## Classifica prima fase
| Team        | Partite | V. | P. | S. | Pt. fatti | Pt. sub. | Diff. pt. | Bonus | Pt. |
| ----------- | ------- | -- | -- | -- | --------- | -------- | --------- | ----- | --- |
| Canada West | 3       | 3  | 0  | 0  | 123       | 18       | 105       | 2     | 14  |
| USA Falcons | 3       | 2  | 0  | 1  | 68        | 101      | -33       | 1     | 9   |
| USA Hawks   | 3       | 1  | 0  | 2  | 56        | 92       | -36       | 1     | 5   |
| Canada East | 3       | 0  | 0  | 3  | 42        | 78       | -36       | 2     | 2   |

## Risultati

### 1. Fase
- 17 maggio Canada West 20-15 Canada East
- 10 luglio USA Falcons 39-24 USA Hawks
- 15 luglio USA Hawks 0-48 Canada West
- 15 luglio USA Falcons 26-22 Canada East
- 19 luglio USA Hawks 32-5 Canada East
- 19 luglio USA Falcons 3-55 Canada West

### Semifinali
- 29 luglio Canada East 26-30 Canada West
- 29 luglio USA Hawks 12-30 USA Falcons

### Finale 3. posto
- 2 agosto Canada East 17-17 USA Hawks

### Finale 1. posto
- 2 agosto Canada West 16-11 USA Falcons